# Świeżo mrożone osocze

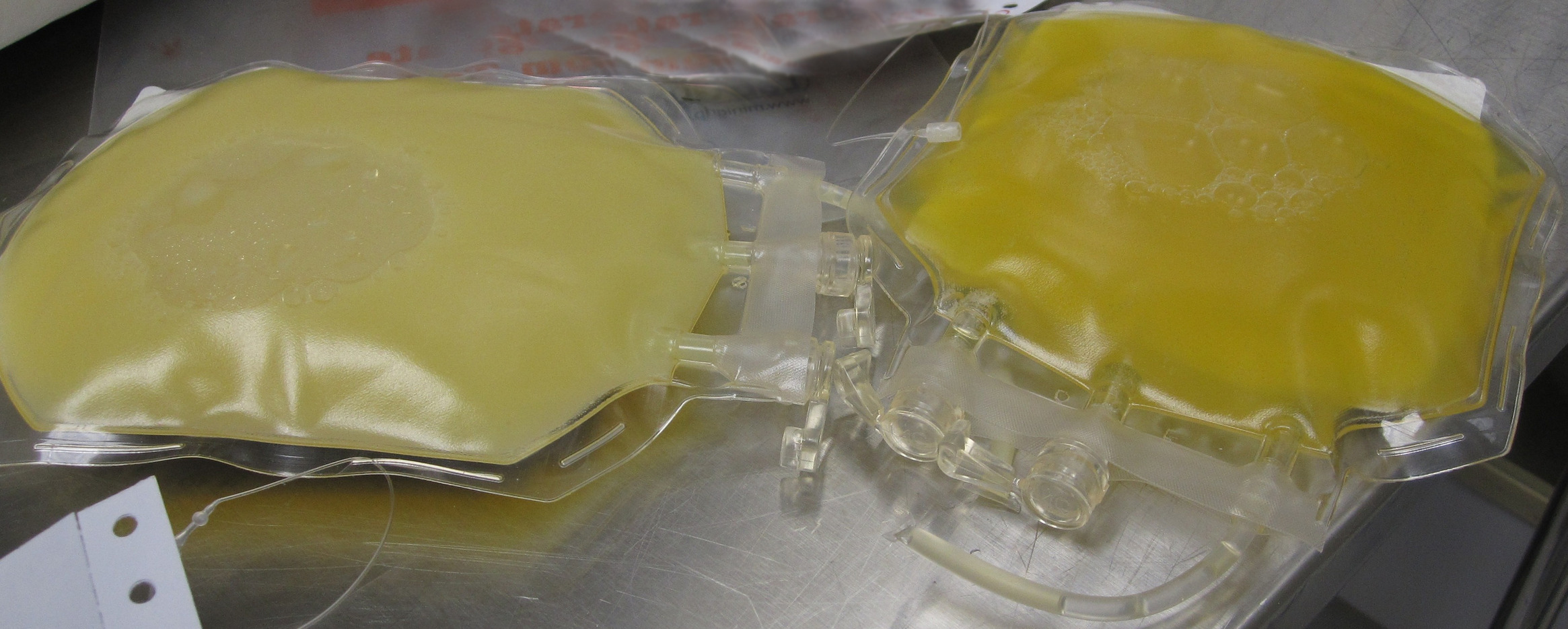
Świeżo mrożone osocze

Świeżo mrożone osocze (ang. fresh frozen plasma, FFP) – preparat osocza zamrożonego nie później niż w ciągu 8 godzin od pobrania, zawierający wszystkie czynniki krzepnięcia w normalnych stężeniach, w tym labilny czynnik V i VIII. Preparaty FFP przechowywane są w temperaturze -18 °C i niższej (zalecana temperatura -30 °C). 
Wskazania do przetoczenia FFP
- krwawienie u chorego z niedoborami wielu czynników krzepnięcia w przebiegu chorób wątroby
- krwawienie u chorego z DIC
- krwawienie u chorego z zaburzeniami krzepnięcia wywołanymi masywnym przetoczeniem krwi lub innych płynów
- krwawienie u chorego z niedoborami czynników krzepnięcia, jeśli nie ma możliwości podania koncentratu odpowiedniego czynnika
- natychmiastowe odwrócenie działania doustnych antykoagulantów
- chorzy z plamicą zakrzepową małopłytkową.

Przeciwwskazania
- podaż celem wyrównania objętości krwi krążącej
- chorzy z koagulopatiami, które można leczyć witaminą K, krioprecypitatami albo koncentratami czynników krzepnięcia
- celem wyrównania niedoboru białka u chorych niedożywionych.